# Komin wulkaniczny

Komin wulkaniczny

Komin wulkaniczny – kanał, łączący komorę wulkaniczną z powierzchnią ziemi, z którego produkty wulkaniczne (lawa, gazy, popioły i inne) wydobywają się z głębi na powierzchnię Ziemi. Wylot komina tworzy krater. Jeśli w kominie wulkanicznym zastygnie lawa, to powstaje nek.